# Реконструкция Суэцкого канала

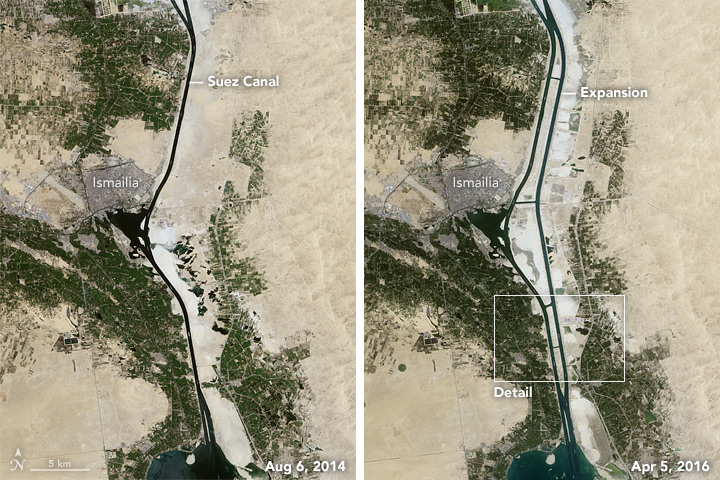
Старый канал и канал после строительства параллельного русла (2015)

Реконструкция Суэцкого канала (араб.  مشروع تطوير محور قناة السويس‎) — мегапроект в Египте, который был запущен 5 августа 2014 года президентом Абдель-Фаттахом аль-Сиси. Целью проекта является повышение роли региона Суэцкого канала в международной торговле и развитие трех городов канала: Суэца, Исмаилии и Порт-Саида.
Проект включает в себя строительство нового города (Исмаилия), промышленной зоны, рыбных ферм, технологической долины, строительство семи новых туннелей между Синаем и Исмаилией и Порт-Саидом, улучшение пяти существующих портов и рытье частичного дублёра параллельно Суэцкому каналу. Новый канал увеличил пропускную способность водного пути, позволив судам двигаться в обоих направлениях одновременно по большей части канала. Проект превратил города-каналы в важный торговый центр во всем мире. Он также позволил создать новые центры на Суэцком канале для логистических и судовых услуг.
В руководстве проекта заявили, что доходы канала будут увеличиваться с 5 миллиардов долларов до 12,5 миллиардов долларов ежегодно. Одновременно строились новый канал и семь тоннелей. Строительство остальных объектов (включая строительство города, промышленной зоны, технологической долины и рыбных ферм) началось в феврале 2015 года.
В мае 2018 года Египет и Россия подписали 50-летнее соглашение о строительстве новой промышленной зоны.

## Описание
Бесшлюзовый канал имеет в длину 71,9 километра: в эту длину включены 35-километровый отрезок собственно нового русла и 37-километровый отрезок старого русла, углублённый и расширенный. Его строительство началось 5 августа 2014 года, закончилось 23 июля 2015 года, торжественное открытие состоялось 6 августа того же года. Примечательно, что первоначально на строительство отводилось пять лет, затем три года, а в итоге канал был построен за год.
Владелец — Администрация Суэцкого канала, главные инженеры — Египетские вооружённые силы, El-Mokawloon El-Arab, Orascom Construction Industries и 84 другие компании.
В ходе строительства было преобразовано 76 000 км² земли по обоим его берегам, планируется соорудить шесть автомобильных и железнодорожных тоннелей под каналом (на данный момент такой тоннель один — Туннель Ахмеда Хамди).
Новый канал вместе со старым позволяет обеспечить прохождение судов в обоих направлениях на большем количестве участков, что позволит снизить среднее время ожидания с 10—12 до 3 часов. При этом в составе канала всё ещё останутся участки одностороннего движения. Максимальная пропускная способность всего Суэцкого канала увеличится с 49 до 97 кораблей в день.

## Экономика
С открытием нового канала предполагается увеличение прибыли от прохода судов с 4—5 до 13+ или даже 15+ миллиардов долларов в год к 2023 году. Строительство собственно канала обошлось в 30 миллиардов египетских фунтов (4,2 млрд. долларов США), ещё столько же будет израсходовано на строительство шести тоннелей, о которых говорилось выше. Иностранные инвестиции были сведены к минимуму, зато в финансировании строительства активно участвовали граждане Египта, которые покупали соответствующие сертификаты (акции). Тем не менее, среди иностранных компаний, занятых в строительстве, можно отметить Boskalis (Нидерланды), Van Oord (Нидерланды), Jan De Nul (Бельгия), DEME (Бельгия), Great Lakes Dredge and Dock Company (США), Herrenknecht (Германия), Egis (Франция).